# British Open 2021
Il British Open 2021 è stato il secondo evento professionistico della stagione 2021-2022 di snooker, il secondo valido per il Ranking, e la 22ª edizione di questo torneo, che si è disputato dal 16 al 22 agosto 2021, presso la Morningside Arena di Leicester, in Inghilterra.
Il torneo è stato vinto da Mark Williams, il quale ha battuto in finale Gary Wilson per 6-4. Il gallese si è aggiudicato il suo secondo British Open, a distanza di 24 anni dal primo successo arrivato nel 1997, e il suo 24º titolo Ranking in carriera. Per Wilson si tratta, invece, della seconda finale persa in un torneo Ranking, dopo quella del China Open 2015.
L'ultimo vincitore del torneo era stato John Higgins, nel 2004, il quale è stato eliminato ai sedicesimi di finale da Ricky Walden.
Il 16 agosto 2021 John Higgins ha realizzato il suo dodicesimo 147 in carriera, il 167° della storia dello snooker professionistico, il primo di questa stagione, il terzo del 2021 anno solare (il primo dalla WST Pro Series, conquistato da Gary Wilson, il 20 gennaio) e il settimo della storia di questo torneo (l'ultimo era stato messo a referto proprio da Higgins, nel 2003), durante il match vinto per 3-1 contro Alexander Ursenbacher, nei sessantaquattresimi di finale. Lo scozzese ha battuto il record di giocatore più anziano a realizzare una "serie perfetta" (46 anni e 90 giorni), migliorando quello registrato da sé stesso nell'edizione di settembre-ottobre 2020 della Championship League.
Il 20 agosto 2021 Ali Carter ha realizzato il suo terzo 147 in carriera, eguagliando a questa quota James Wattana, Jamie Cope, Stephen Maguire, Liang Wenbó, Mark Selby, Barry Hawkins, Kyren Wilson e Gary Wilson, il 168° della storia dello snooker professionistico, il secondo di questa stagione, il quarto del 2021 anno solare e l'ottavo della storia di questo torneo, durante il match perso per 1-3 contro Elliot Slessor, negli ottavi di finale. L'inglese non metteva a referto una "serie perfetta" dalle qualificazioni per il German Masters 2017. Si tratta, inoltre, del 23º torneo in cui è stato realizzato più di un maximum break, il primo dallo UK Championship 2020.
Durante il corso del torneo sono stati realizzati 32 century breaks, cinque in più della precedente edizione.
Al termine di questo torneo, Judd Trump ha perso la leadership del ranking mondiale dopo 2 anni e 10 giorni, a favore di Mark Selby, il quale è tornato numero 1 per la settima volta in carriera, la prima dal 24 marzo 2019.

## Montepremi
- Vincitore: £100000
- Finalista: £45000
- Semifinalisti: £20000
- Quarti di finale: £12000
- Ottavi di finale: £7000
- Sedicesimi di finale: £5000
- Trentaduesimi di finale: £3000
- Miglior break: £5000
- Totale: £470000

## Panoramica

### Sviluppi futuri
Il 17 agosto 2021 la Venue Cymru di Llandudno, in Galles, viene scelta per ospitare lo Scottish Open, dal 6 al 13 dicembre 2021, a causa di un problema contrattuale con la Emirates Arena di Glasgow, in Scozia, sede abituale del torneo dal 2016 al 2019.
Il 18 agosto 2021 il World Snooker Tour pubblica una versione aggiornata del calendario: le qualificazioni per il German Masters e per lo European Masters si disputano entrambe al Chase Leisure Centre di Cannock, in Inghilterra, rispettivamente dal 18 al 26 ottobre 2021 e dal 27 al 31 dello stesso mese. Il Turkish Masters viene riprogrammato dal 14 al 20 marzo 2022, periodo in cui si sarebbe dovuto disputare il China Open, annullato a causa della pandemia di COVID-19.
Nella stessa giornata, viene comunicato il tabellone delle qualificazioni per il Northern Ireland Open, da disputarsi dal 23 al 27 agosto 2021 alla Morningside Arena di Leicester, in Inghilterra.

### Aspetti tecnici
Il 18 maggio 2021 il World Snooker Tour comunica il rientro nel calendario professionistico del British Open dopo 17 anni; il torneo si era già disputato dal 1985 al 2004 in diverse località dell'Inghilterra, sempre come titolo valido per la classifica.
Per la prima volta nella sua storia, l'evento si svolge alla Morningside Arena di Leicester, struttura che viene aperta al pubblico; si tratta del terzo torneo professionistico di snooker ad ospitare spettatori in sala dall'inizio della ripresa dell'attività agonistica del giugno 2020, dopo i Campionati mondiali 2020 (nel quale le porte sono state aperte solo in occasione della prima giornata di gioco e nei due giorni della finale) e 2021. È, inoltre, la prima volta in cui il torneo si svolge in questa fascia del calendario.

### Aspetti sportivi
Per la prima volta nella sua storia, il torneo presenta un tabellone a 128 giocatori, senza la presenza di qualificazioni. I primi quattro turni si disputano al meglio dei 5 frames, quarti di finale e semifinali al meglio dei 7 e finale al meglio degli 11; prima di questa edizione non era mai stata svolta una finale così breve.
L'evento è valevole per la classifica mondiale per la ventiduesima edizione consecutiva.
L'8 luglio 2021 viene annunciato che il sorteggio del tabellone sarà casuale per ogni turno (il 28 luglio seguente viene effettuato quello per il primo turno), così come già avvenuto in diverse occasioni nelle precedenti edizioni. Nella stessa nota, viene comunicato il montepremi, il quale ha un totale di £470000, cifra avuta già nel 2003.
La piattaforma streaming sportiva Matchroom.Live sponsorizza il British Open per la prima volta nella sua storia.
Il vincitore del torneo ha il diritto di partecipare al Champion of Champions 2021.
Sono assenti al torneo Ronnie O'Sullivan, Neil Robertson, Ding Junhui, Jamie O'Neill e Marco Fu, i quali vengono sostituiti dai dilettanti James Cahill, Ross Muir, John Astley, Dylan Emery e Bai Langning. Ricevono un invito anche Sanderson Lam, Michael Georgiou, Si Jiahui, Soheil Vahedi, Michael White e David Lilley, i quali sono i prescelti per completare il quadro dei 128 giocatori presenti.
Il 10 agosto 2021 dà forfait Ng On-yee, la quale viene sostituita dal dilettante Mark Lloyd.
Questo torneo rappresenta il ritorno allo status di professionista di Zhang Anda ed Alfie Burden dalla stagione 2019-2020.

## Copertura
Le seguenti emittenti e piattaforme streaming hanno trasmesso il British Open 2021.
| Copertura      | Paese/Continente |
| -------------- | ---------------- |
| ITV            | Regno Unito      |
| Eurosport      | Europa           |
| Liaoning TV    | Cina             |
| Now TV         | Hong Kong        |
| True Sport     | Thailandia       |
| Sport Cast     | Taiwan           |
| DAZN           | Canada           |
| Astrosport     | Malaysia         |
| Matchroom.Live | Resto del mondo  |

## Tabellone

### Sessantaquattresimi di finale
| Giocatore 1           | Risultato | Giocatore 2        |
| --------------------- | --------- | ------------------ |
| Iulian Boiko          | 2 - 3     | Anthony Hamilton   |
| Robbie Williams       | 3 - 1     | Sunny Akani        |
| Anthony McGill        | 1 - 3     | Zhao Jianbo        |
| Ashley Hugill         | 3 - 2     | Kyren Wilson       |
| David Grace           | 3 - 2     | Mark Lloyd         |
| Ian Burns             | 3 - 1     | Michael White      |
| Lu Ning               | 3 - 1     | Igor Figueiredo    |
| Matthew Selt          | 3 - 2     | Thepchaiya Un-Nooh |
| Lee Walker            | 3 - 1     | Sanderson Lam      |
| Barry Hawkins         | 2 - 3     | Luca Brecel        |
| Elliot Slessor        | 3 - 1     | Peter Devlin       |
| Stuart Carrington     | 0 - 3     | Liam Highfield     |
| Steven Hallworth      | 2 - 3     | Joe O'Connor       |
| Dominic Dale          | 3 - 0     | Xiao Guodong       |
| Li Hang               | 3 - 0     | Sam Craigie        |
| Lukas Kleckers        | 3 - 2     | Yan Bingtao        |
| Zak Surety            | 0 - 3     | Ken Doherty        |
| Zhou Yuelong          | 3 - 2     | Tom Ford           |
| James Cahill          | 2 - 3     | Ricky Walden       |
| Xu Si                 | 3 - 2     | Fan Zhengyi        |
| Gerard Greene         | 2 - 3     | Martin O'Donnell   |
| Zhang Anda            | 1 - 3     | John Astley        |
| Liang Wenbó           | 3 - 1     | Simon Lichtenberg  |
| Wu Yize               | 3 - 0     | Fraser Patrick     |
| Fergal O'Brien        | 0 - 3     | Gary Wilson        |
| Andy Hicks            | 3 - 1     | Chang Bingyu       |
| Michael Holt          | 2 - 3     | Mark Davis         |
| Jimmy Robertson       | 3 - 0     | Mark Joyce         |
| Dean Young            | 0 - 3     | Scott Donaldson    |
| Jamie Jones           | 1 - 3     | Hossein Vafaei     |
| Duane Jones           | 3 - 1     | Nigel Bond         |
| Zhao Xintong          | 2 - 3     | Cao Yupeng         |
| Mark Williams         | 3 - 0     | Tian Pengfei       |
| Jamie Wilson          | 1 - 3     | Mark King          |
| Joe Perry             | 2 - 3     | Ben Hancorn        |
| Alexander Ursenbacher | 1 - 3     | John Higgins       |
| Jamie Clarke          | 1 - 3     | Pang Junxu         |
| Michael Georgiou      | 3 - 0     | Soheil Vahedi      |
| Yuan Sijun            | 2 - 3     | Louis Heathcote    |
| Zhang Jiankang        | 3 - 1     | Peter Lines        |
| Mitchell Mann         | 2 - 3     | Judd Trump         |
| Michael Judge         | 1 - 3     | Andrew Pagett      |
| Ross Muir             | 3 - 2     | Ryan Day           |
| Ben Woollaston        | 2 - 3     | Hammad Miah        |
| Mark Selby            | 3 - 2     | Shaun Murphy       |
| Stuart Bingham        | 3 - 1     | Robert Milkins     |
| Mark Allen            | 3 - 2     | Reanne Evans       |
| Sean Maddocks         | 0 - 3     | Noppon Saengkham   |
| Ashley Carty          | 0 - 3     | Bai Langning       |
| Andrew Higginson      | 2 - 3     | Jordan Brown       |
| Rory McLeod           | w/o - w/d | Kurt Maflin        |
| Alfie Burden          | 1 - 3     | Allan Taylor       |
| Aaron Hill            | 0 - 3     | Jimmy White        |
| David Gilbert         | 3 - 0     | Matthew Stevens    |
| Si Jiahui             | 0 - 3     | Oliver Lines       |
| Stephen Maguire       | 3 - 0     | Jackson Page       |
| Graeme Dott           | 1 - 3     | Martin Gould       |
| Dylan Emery           | 3 - 2     | Gao Yang           |
| Chen Zifan            | 3 - 0     | Farakh Ajaib       |
| David Lilley          | 3 - 1     | Craig Steadman     |
| Chris Wakelin         | 2 - 3     | Stephen Hendry     |
| Ali Carter            | 3 - 2     | Lei Peifan         |
| Jack Lisowski         | 2 - 3     | Barry Pinches      |
| Jak Jones             | 3 - 2     | Lyu Haotian        |

### Trentaduesimi di finale
| Giocatore 1      | Risultato | Giocatore 2      |
| ---------------- | --------- | ---------------- |
| Ricky Walden     | 3 - 1     | Robbie Williams  |
| Xu Si            | 3 - 0     | Barry Pinches    |
| Joe O'Connor     | 3 - 1     | Ken Doherty      |
| Hossein Vafaei   | 3 - 2     | Mark Allen       |
| Ian Burns        | 0 - 3     | Duane Jones      |
| Stuart Bingham   | 1 - 3     | Judd Trump       |
| Noppon Saengkham | 2 - 3     | Jimmy Robertson  |
| Mark Selby       | 0 - 3     | Ali Carter       |
| Pang Junxu       | 3 - 1     | Bai Langning     |
| Martin Gould     | 1 - 3     | Lu Ning          |
| Cao Yupeng       | 2 - 3     | John Higgins     |
| Lukas Kleckers   | 3 - 2     | Louis Heathcote  |
| Rory McLeod      | 0 - 3     | Ross Muir        |
| Martin O'Donnell | 2 - 3     | Stephen Maguire  |
| Li Hang          | 0 - 3     | Zhang Jiankang   |
| Mark Williams    | 3 - 2     | Dominic Dale     |
| David Gilbert    | 3 - 1     | John Astley      |
| Gary Wilson      | 3 - 0     | Stephen Hendry   |
| Lee Walker       | 3 - 2     | Mark King        |
| Allan Taylor     | 3 - 0     | Jimmy White      |
| Matthew Selt     | 3 - 0     | Michael Georgiou |
| Liam Highfield   | 3 - 2     | Chen Zifan       |
| Mark Davis       | 1 - 3     | Jak Jones        |
| Dylan Emery      | 2 - 3     | Andrew Pagett    |
| Ben Hancorn      | 3 - 2     | Scott Donaldson  |
| Liang Wenbó      | 1 - 3     | Hammad Miah      |
| Oliver Lines     | 3 - 0     | David Grace      |
| Ashley Hugill    | 2 - 3     | Anthony Hamilton |
| Zhou Yuelong     | 3 - 0     | Andy Hicks       |
| Elliot Slessor   | 3 - 1     | Wu Yize          |
| David Lilley     | 0 - 3     | Jordan Brown     |
| Luca Brecel      | 3 - 1     | Zhao Jianbo      |

### Sedicesimi di finale
| Giocatore 1     | Risultato | Giocatore 2      |
| --------------- | --------- | ---------------- |
| Liam Highfield  | 0 - 3     | Mark Williams    |
| Judd Trump      | 2 - 3     | Elliot Slessor   |
| Allan Taylor    | 1 - 3     | Ross Muir        |
| Joe O'Connor    | 3 - 2     | Anthony Hamilton |
| Ali Carter      | 3 - 1     | Oliver Lines     |
| Jak Jones       | 2 - 3     | Hossein Vafaei   |
| Xu Si           | 0 - 3     | Gary Wilson      |
| Zhang Jiankang  | 3 - 1     | Pang Junxu       |
| Ben Hancorn     | 1 - 3     | Lu Ning          |
| Duane Jones     | 2 - 3     | Jimmy Robertson  |
| Matthew Selt    | 1 - 3     | Zhou Yuelong     |
| Lukas Kleckers  | 3 - 0     | Lee Walker       |
| Ricky Walden    | 3 - 1     | John Higgins     |
| Hammad Miah     | 3 - 1     | Luca Brecel      |
| Stephen Maguire | 3 - 0     | Jordan Brown     |
| Andrew Pagett   | 0 - 3     | David Gilbert    |

### Ottavi di finale
| Giocatore 1     | Risultato | Giocatore 2     |
| --------------- | --------- | --------------- |
| David Gilbert   | 3 - 0     | Hammad Miah     |
| Jimmy Robertson | 3 - 0     | Stephen Maguire |
| Ricky Walden    | 3 - 1     | Ross Muir       |
| Joe O'Connor    | 2 - 3     | Zhou Yuelong    |
| Ali Carter      | 1 - 3     | Elliot Slessor  |
| Lu Ning         | 3 - 0     | Lukas Kleckers  |
| Hossein Vafaei  | 2 - 3     | Gary Wilson     |
| Zhang Jiankang  | 2 - 3     | Mark Williams   |

### Quarti di finale
| Giocatore 1   | Risultato | Giocatore 2     |
| ------------- | --------- | --------------- |
| Lu Ning       | 2 - 4     | Jimmy Robertson |
| Zhou Yuelong  | 3 - 4     | Elliot Slessor  |
| Mark Williams | 4 - 3     | Ricky Walden    |
| David Gilbert | 3 - 4     | Gary Wilson     |

### Semifinali
| Giocatore 1     | Risultato | Giocatore 2    |
| --------------- | --------- | -------------- |
| Gary Wilson     | 4 - 3     | Elliot Slessor |
| Jimmy Robertson | 1 - 4     | Mark Williams  |

### Finale
| Finale (Al meglio degli 11 frames) Morningside Arena, Leicester, 22 agosto 2021. Arbitro: Leo Scullion | |                                                                                   |
| Gary Wilson                                                                                            | 4–6 | Mark Williams                                                                     |
| Sessione unica: 8–82, 72–0, 1–133, 73–18, 101–0, 24–85, 0–81, 73–42, 0–140, 15–62                      | Miglior break (Wilson): 101 Century breaks (Wilson): 1 Miglior break (Williams): 115 Century breaks (Williams): 2 | Sessione unica: 8–82, 72–0, 1–133, 73–18, 101–0, 24–85, 0–81, 73–42, 0–140, 15–62 |
| Mark Williams vince il Matchroom.Live British Open 2021                                                | |                                                                                   |

## Century breaks
Durante il corso del torneo sono stati realizzati 32 century breaks.
| N° | Giocatore        | Century breaks | Miglior break |
| -- | ---------------- | -------------- | ------------- |
| 1  | Gary Wilson      | 4              | 114           |
| 2  | Ali Carter       | 2              | 147           |
| =  | David Gilbert    | 2              | 135           |
| =  | Elliot Slessor   | 2              | 129           |
| =  | Zhou Yuelong     | 2              | 124           |
| =  | Luca Brecel      | 2              | 118           |
| =  | Kyren Wilson     | 2              | 115           |
| =  | Mark Williams    | 2              | 115           |
| 3  | John Higgins     | 1              | 147           |
| =  | Zhang Anda       | 1              | 134           |
| =  | Yuan Sijun       | 1              | 133           |
| =  | Jimmy Robertson  | 1              | 126           |
| =  | Hossein Vafaei   | 1              | 121           |
| =  | Barry Hawkins    | 1              | 118           |
| =  | Michael White    | 1              | 117           |
| =  | Michael Holt     | 1              | 117           |
| =  | Lu Ning          | 1              | 111           |
| =  | Anthony McGill   | 1              | 110           |
| =  | Wu Yize          | 1              | 108           |
| =  | Jordan Brown     | 1              | 107           |
| =  | Ian Burns        | 1              | 104           |
| =  | Anthony Hamilton | 1              | 104           |

## Maximum breaks
Durante il corso del torneo sono stati realizzati 2 maximum breaks.
| N° | Giocatore    | Avversario            | Turno                         | Data           | Note  |
| -- | ------------ | --------------------- | ----------------------------- | -------------- | ----- |
| 1  | John Higgins | Alexander Ursenbacher | Sessantaquattresimi di finale | 16 agosto 2021 | [ 3 ] |
| 2  | Ali Carter   | Elliot Slessor        | Ottavi di finale              | 20 agosto 2021 | [ 4 ] |